# Enver Hadžihasanović
Enver Hadžihasanović (Zvornik, 7. srpnja 1950. – ?, 16. prosinca 2024.), bosanskohercegovački visoki vojni časnik, visoki zapovjednik u JNA i poslije u Armiji RBiH.

## Životopis
Rođen u Zvorniku od roditelja Besima i Refije djevojački Sarajlić. Bivši je djelatni časnik JNA. Pohađao Vojnu akademiju kopnene vojske u Beogradu. Diplomirao 1973. godine. Raspoređen na dužnosti u JNA u Tuzli i Sarajevu. Došao do čina kapetana I. klase. S tim činom pohađao je Komandno-štabnu školu u Beogradu. Nakon što je završio tu školu unaprijeđen je u majora. Raspoređen je na dužnost zapovjednika bataljuna vojne policije 7. armije. Prekomandiran na novu dužnost godine 1988. godine. Postavljen za načelnika stožera 49. motorizirane brigade. Brigada je preobražena u mehaniziranu brigadu. Već koncem 1989. obnaša dužnost zapovjednika te brigade. Tijekom obnašanje te dužnosti stekao čin potpukovnika. U JNA bio tijekom Domovinskog rata u kojoj se JNA priklonila snagama Vojske Republike Srpske Krajine. Početkom travnja 1992. JNA ga je pritvorila u Sarajevu u kućni pritvor. Pobjegao je 8. travnja 1992. i potom dezertirao iz JNA. Po napuštanju JNA prišao u Teritorijalnu obranu BiH. 14. studenoga 1992. došao na mjesto zapovjednika Trećeg korpusa Armije Bosne i Hercegovine. Nepuna dva mjeseca poslije eskalira Bošnjačko-hrvatski sukob. Dužnost zapovjednika 3. korpusa obnašao je za najžešćih sukoba do 1. studenoga 1993. kada je prešao je na viši položaj. Unaprijeđen je u načelnika stožera Vrhovnog zapovjedništva ABiH. Već prosinaca 1993. promaknut u brigadnog generala. S tim činom postao članom Zajedničkog zapovjedništva Armije Federacije Bosne i Hercegovine. Poslije rata napredovao u činu. Svibnja 1997. dobio čin divizijskog generala. Poslije unaprijeđen u čin general-majora. Umirovljen travnja 2000. godine. 5. srpnja 2001. tužiteljica Međunarodnog kaznenog suda za područje bivše Jugoslavije Carla Del Ponte, podigla je optužnicu protiv njega, Mehmeda Alagića i Amira Kuburu na osnovi svog ovlaštenja iz člana 18 Statuta MKSJ za kršenje zakona i običaja ratovanja i teške povrjede Ženevskih konvencija, u kojima su žrtve bili bosanskohercegvoački Hrvati i Srbi, u predmetu br. IT-01-47-I.